# Brentford F.C.
Brentford Football Club engleski je nogometni klub sa sjedištem u Brentfordu, zapadni London. Tim se natječe u Premier ligi, najvišoj ligi engleskog nogometa. S nadimkom "Pčele", klub je osnovan 1889. godine i domaće utakmice igrao je na Griffin Parku od 1904. godine, prije nego što se preselio na Brentford Community Stadium 2020. godine.
Brentford je prvotno igrao amaterski nogomet prije nego što je 1896. godine ušao u London League i završio kao drugoplasirani u Second Divisionu, a zatim u First Divisionu, čime su dobili pozivnicu za Southern League 1898. godine. Osvojili su Southern League Second Division u sezoni 1900./01. i izabrani su u Football League 1920. godine. Brentford je osvojio naslov Third Division South u sezoni 1932./33. i naslov Druge divizije u sezoni 1934./35. Klub je uživao uspješan period u najvišoj ligi engleskog nogometa, dosegnuvši vrhunac kao petoplasirani u First Division 1935./36., što je njihov najbolji rezultat u povijesti, prije nego što su tri ispadanja ostavila klub u Fourth Division do 1962. godine. Osvojili su naslov prvaka Fourth Divisiona 1962./63., ali su ispali 1966. godine i ponovno 1973. nakon što su osvojili promociju u sezoni 1971./72. Brentford je proveo 14 sezona u Third Divisionu nakon što su osvojili promociju 1977./78., a potom su osvojili naslov Third Divisiona u sezoni 1991./92., no ponovno su ispali 1993. godine.
Brentford je ispao u četvrtu ligu 1998. godine i osvojio promociju kao prvak u sezoni 1998./99. Klub je ispao 2007. godine, a zatim osvojio promociju kao prvak League Twoa u sezoni 2008./09. te je potom promoviran iz League Onea u sezoni 2013./14. Imao je neuspješne kampanje u doigravanju za Championship 2015. i 2020. godine. Brentford ima lošu statistiku u finalima, završivši kao drugoplasirani u tri finala Associate Members' Cup/Football League Trophy (1985., 2001. i 2011.) i gubeći četiri finala doigravanja (finale Second Division 1997., finale Second Division 2002., finale League Onea 2013. i finale Championshipa 2020.). Ipak, Brentford je osvojio finale Championshipa 2021. godine i promoviran je u najviši rang po prvi put od sezone 1946./47. Njihovi glavni rivali su klubovi Fulham i Queens Park Rangers, također iz zapadnog Londona. Povezani su s ženskim klubom Brentford Women.

## Uspjesi
- Second Division
  -  (1): 1935.
- Fourth Division
  -  (1): 1963.
- League One
  -  (1): 1992.
- League Two
  -  (2): 1999., 2009.

## Vanjske poveznice
- Službena web-stranica